# Alice Sapritch
Alice Sapritch (29 de julio de 1916 -  24 de marzo de 1990) fue una actriz y cantante francesa, de origen armenio.

## Biografía
Su verdadero nombre era Alice Sapric, y nació en Ortaköy, una localidad de Turquía, en aquella época parte del Imperio Otomano. Pasó su infancia, que ella calificaba de miserable, en Estambul, sufriendo su familia grandes problemas económicos a causa de las deudas de juego de su padre. A los 13 años de edad dejó Turquía con su familia, siguiendo estudios en Bruselas antes de llegar sola a París. En dicha ciudad entró en Cours Simon y, más adelante, en el Conservatorio. Dio sus primeros pasos teatrales interpretando a la reina Gertrudis en Hamlet, de William Shakespeare.
Tras la Segunda Guerra Mundial conoció a Guillaume Hanoteau, uno de los protagonistas del asesinato de Robert Denoël, con el que se casó en 1950 y del que se divorció en 1970.
En 1950 Sapritch hizo su primera actuación para la pantalla en el film Le Tampon du capiston, con guion de Guillaume Hanoteau, al igual que Le Crime du Bouif en 1952. En 1958 trabajó por vez primera con Yves Montand, en la película Premier mai. A partir de la cinta de Claude Autant-Lara Le Joueur (1958), Sapritch hizo pequeños papeles en Les Scélérats (de Robert Hossein, 1959), La Menace (de Gérard Oury, 1960), Le testament d'Orphée (1960)), Tirez sur le pianiste (François Truffaut, 1960). 
A fuerza de obstinación, y tras muchos pequeños papeles y trabajo teatral, el éxito le llegó en 1971, a los 55 años de edad, impresionando al público con dos interpretaciones en un mismo año: Una de ellas cómica, en el film La Folie des grandeurs, junto a Louis de Funès e Yves Montand, y la otra en un telefilm, Vipère au poing, con la cual reveló su talento trágico.
A pesar de esas destacadas actuaciones, en la década de 1970 encadenó diversos papeles en comedias calificadas como nanars (filmes de mala calidad e involuntariamente cómicos). Se sumó al equipo de Michel Gérard, adepto al género, y acompañado de su coescritor Vincent Gauthier y del dúo Michel alabru y Paul Préboist, en la filmación de Les Joyeux Lurons (1972) y Les Vacanciers (1974).
En Le Führer en folie, de Philippe Clair, película en la cual se decidía el final de la Segunda Guerra Mundial en un partido de fútbol, ella hizo el papel de Eva Braun. Posteriormente rodó Gross Paris (de Gilles Grangier, 1973), Le Plumard en folie (de Jacques Lemoine, 1974) y Drôles de zèbres, único film de Guy Lux. 
A la vez que interpretaba esos papeles cómicos en el cine, Sapritch en ese período continuaba haciendo papeles teatrales trágicos. Sin embargo, a finales de los años setenta abandonó las comedias a la francesa (salvo en el caso de Adam et Eve en 1984) y aumento su reputación gracias a su vuelta a los papeles dramáticos, como fue el caso del llevado a cabo en Les Sœurs Brontë (de André Téchiné en 1979) o en la producción televisiva L'Affaire Marie Besnard (1986), por el cual recibió un Premio 7 d'or. Su último papel fue el de Catalina de Médici en un telefilm del mismo nombre emitido en 1989.
En 1975 grabó un álbum (reeditado en 2003) y un sencillo en 1986: Slowez moi. Además escribió varias obras autobiográficas (Alice, Mes dîners en ville, Femme-public Ma vérité y Mémoires inachevés) y una novela (Un amour menacé, 1973).
En la década de 1980 participó con regularidad en el programa radiofónico Les grosses têtes, en el cual era objetivo recurrente de los chistes de sus camaradas sobre su edad, a los que respondía con su palpitante y sensual "T'occupes!!". También se mostró autocrítica actuando en espacios publicitarios para los productos Jex Four.
Alice Sapritch falleció a causa de un cáncer en 1990 en París.

## Filmografía

### Cine
- 1950 : Le Tampon du capiston, de Maurice Labro
- 1951 : Le Crime du Bouif, de André Cerf
- 1955 : Si Paris nous était conté, de Sacha Guitry
- 1958 : Premier mai, de Luis Saslavsky
- 1958 : Le Joueur, de Claude Autant-Lara
- 1959 : Le Testament d'Orphée, de Jean Cocteau
- 1959 : Les Tripes au soleil, de Claude-Bernard Aubert
- 1959 : Les Scélérats, de Robert Hossein
- 1960 : La Menace, de Gérard Oury
- 1960 : La Fille aux yeux d'or, de Jean-Gabriel Albicoco
- 1960 : Tirez sur le pianiste, de François Truffaut
- 1960 : Candide ou l'optimisme du XXe siècle, de Norbert Carbonnaux
- 1961 : Le Tracassin, de Alex Joffé
- 1964 : Les Deux Orphelines, de Riccardo Freda
- 1966 : Qui êtes-vous, Polly Maggoo ?, de William Klein
- 1967 : Lamiel, de Jean Aurel
- 1967 : Le Démoniaque, de René Gainville
- 1968 : La Fille d'en face, de Jean-Daniel Simon
- 1970 : L'île aux coquelicots, de Salvatore Adamo
- 1971 : Sur un arbre perché, de Serge Korber
- 1971 : La Folie des grandeurs, de Gérard Oury
- 1972 : Les Joyeux Lurons, de Philippe Clair
- 1973 : La Raison du plus fou, de François Reichenbach
- 1973 : L'Affaire Crazy Capo, de Patrick Jamain
- 1973 : Le Concierge, de Jean Girault
- 1973 : Elle court, elle court la banlieue, de Gérard Pirès
- 1973 : L'Histoire très bonne et très joyeuse de Colinot trousse-chemise, de Nina Companeez
- 1973 : Le Führer en folie, de Philippe Clair
- 1973 : L'Événement le plus important depuis que l'homme a marché sur la Lune, de Jacques Demy
- 1973 : Gross Paris, de Gilles Grangier
- 1974 : Les Guichets du Louvre, de Michel Mitrani
- 1974 : Le Plumard en folie, de Jacques Lemoine
- 1974 : L'Arriviste, de Samy Pavel
- 1974 : Les Vacanciers, de Michel Gérard
- 1975 : L'Intrépide, de Jean Girault
- 1976 : Le Trouble-fesses,'  de Raoul Foulon
- 1976 : Las doce pruebas de Astérix, de René Goscinny y Albert Uderzo
- 1977 : Drôles de zèbres, de Guy Lux
- 1978 : L'Horoscope, de Jean Girault
- 1979 : Las hermanas Brontë, de André Téchiné
- 1983 : Un bon petit diable, de Jean-Claude Brialy
- 1984 : Adam et Eve, de Jean Luret
- 1985 : National Lampoon's European Vacation, de Amy Heckerling

### Televisión
- 1961 : La Reine Margot, de René Lucot
- 1962 : Les Bostoniennes, de Yves-André Hubert
- 1963 : Janique Aimée – serie en 50 episodios de Jean-Pierre Desagnat
- 1963 : Tous ceux qui tombent, de Michel Mitrani
- 1964 : La Cousine Bette, de Yves-André Hubert
- 1967 : Allô Police, de Robert Guez, episodio  Pluchard
- 1968 : La Bonifas, de Pierre Cardinal
- 1971 : Vipère au poing, de Pierre Cardinal
- 1973 : Molière pour rire et pour pleurer, de Marcel Camus
- 1983 : Un bon petit Diable, de Jean-Claude Brialy
- 1984 : Le Mystérieux Docteur Cornélius, de Jean-Daniel Simon
- 1986 : Le Cri de la chouette, de Yves-André Hubert
- 1986 : L'Affaire Marie Besnard, de Yves-André Hubert
- 1987 : Marc et Sophie (serie)
- 1988 : Phèdre, de Pierre Cardinal
- 1989 : Juliette en toutes lettres (serie)
- 1989 : Catherine de Médicis, de Yves-André Hubert

## Teatro
- 1949 : La Tour Eiffel qui tue, de Guillaume Hanoteau, escenografía de Michel de Ré, Théâtre du Vieux-Colombier

- 1951 : Rome n'est plus dans Rome, de Gabriel Marcel, escenografía de Jean Vernier, Teatro Hébertot
- 1954 : La Tour Eiffel qui tue, de Guillaume Hanoteau, escenografía de Michel de Ré, Teatro du Quartier Latin
- 1955 : Orestíada, de Esquilo, escenografía de Jean-Louis Barrault, Festival de Burdeos, Teatro Marigny
- 1957 : Wako, l’abominable homme des neiges, de Roger Duchemin, escenografía de Jean Le Poulain, Teatro Hébertot
- 1959 : Spectacle Jean Tardieu, escenografía de Jacques Polieri, Teatro de l'Alliance française

- 1962 : El idiota, de Fiodor Dostoïevski, escenografía de Jean Gillibert, Teatro Récamier
- 1962 : Orestíada, de Esquilo, escenografía de Jean-Louis Barrault, Teatro del Odéon
- 1962 : L'avenir est dans les œufs ou il faut de tout pour faire un monde, de Eugène Ionesco, escenografía de Jean-Marie Serreau, Teatro de la Gaîté-Montparnasse

- 1970 : La vie que je t'ai donnée, de Luigi Pirandello, escenografía de Pierre Franck, Teatro des Mathurins
- 1979 : Un clochard dans mon jardin, de Jean Barbier, escenografía de Guy Michel, Teatro des Nouveautés

- 1982 : Superdupont ze Show, de Jérôme Savary y Marcel Gotlib
- 1984 : Assassino, assassino, de Jean-Yves Rogale, escenografía de Nicolas Bataille, Teatro de la Potinière